# Ulrich Zieger

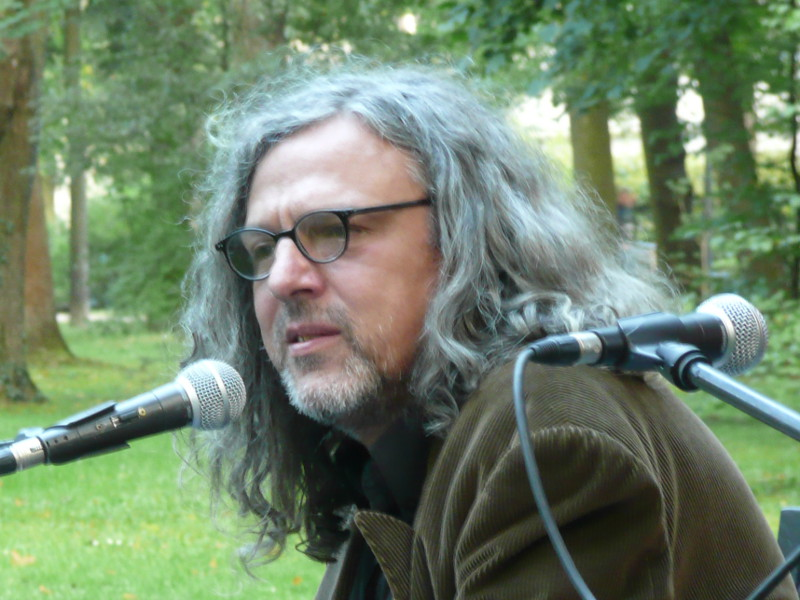
Ulrich Zieger während eines Interviews auf dem Erlanger Poetenfest 2011

Ulrich Zieger (* 29. Dezember 1961 in Döbeln; † 23. Juli 2015 in Montpellier) war ein deutscher Schriftsteller.

## Leben und Werk
Ulrich Zieger war der Sohn eines Handwerkers und einer Lehrerin. Er lebte bis 1970 in Waldheim und von 1970 bis 1981 in Magdeburg, wo er eine Ausbildung zum Chemigrafen absolvierte. 1981 ging er nach Berlin. Dort arbeitete er in einem wissenschaftlichen Verlag; daneben war er literarisch aktiv in der alternativen Szene im Stadtviertel Prenzlauer Berg. Er wirkte als Mitarbeiter an diversen literarischen Untergrundzeitschriften und bei der freien Theatergruppe „Zinnober“ mit. Anfang der 1980er Jahre lernte Zieger Gert Neumann kennen, dessen Freundschaft ihm wichtige künstlerische Impulse gab.
1985 schrieb Zieger sein erstes Theaterstück Die Sonne ist blau, das sich motivisch mit dem Kindermörder Jürgen Bartsch auseinandersetzt. Das Stück wurde in der DDR – vom henschel Schauspiel Verlag und den Verantwortlichen des Berliner Ensembles – diskutiert, jedoch weder verlegt noch inszeniert.
1987 besetzte Heiner Müller Ulrich Zieger als Sprecher für seine Hörspielproduktion von Bertolt Brechts Theaterstück Untergang des Egoisten Fatzer, an dem unter anderem Frank Castorf und die Band Einstürzende Neubauten mitwirkten.
Im Frühjahr 1989 verließ Zieger die DDR und ging nach Westdeutschland. In den kommenden Jahren erweiterte er Die Sonne ist blau um die Theaterstücke Die Verlagerung der Steppe und Das zwischen den Schläfen … den Augen zur Trilogie Immerwährende Hanglage. Auch diese Stücke wurden zunächst nicht inszeniert und erlebten erst Mitte der 1990er Jahre am Theaterhaus Jena ihre Uraufführung.
Reinhardt Stumm charakterisiert Ziegers damalige Stellung in der Theater- und Literaturszene: „Mal interessierte sich dieser, mal jener, aber es wurde nie was daraus. Er ging in den Westen, da kam er aus der DDR, das war auch nicht richtig. Die Glückspilze sitzen auf Stuhl oder Bank, der Platz dazwischen war für ihn reserviert.“
1990 erschien Ziegers erster Lyrikband Neunzehnhundertfünfundsechzig. Für diese Veröffentlichung wurde er 1991 mit dem Nicolas-Born-Preis ausgezeichnet. In seiner Laudatio schrieb Uwe Kolbe über das Buch: „[…] dieser „briefwechsel“, in dem „mit jedem / gedicht aus der kindheit / ein schweigen erhalten“ wird. Ich bin wahrlich süchtig geworden nach dieser Art Schweigens. Es geht eine Kraft aus von ihm, die sich steigert, die von Gedicht zu Gedicht aufbrandender, zwingender wird.“
1992 lernte Zieger Wim Wenders kennen, der an der Fortsetzung seines Films Der Himmel über Berlin arbeitete. Zieger übernahm das Drehbuch. Der Film kam 1993 unter dem Titel In weiter Ferne, so nah! in die Kinos.
Im selben Jahr holte Annegret Hahn Zieger ans Schillertheater in Berlin, um Der Auftrag von Heiner Müller zu inszenieren. Als kurz darauf die Schließung des Schillertheaters bekannt gegeben wurde, ließ man den Plan fallen. Stattdessen schrieb Zieger das Stück Über die Mandelbrotmenge, das als eine der letzten Produktionen des Theaters uraufgeführt wurde. Zieger erinnert sich an die Situation im Schillertheater: „Aber dann ging doch alles den Bach runter und die Mitglieder des Hauses fuhren alle in Urlaub, obwohl sie erst gesagt hatten, wir bleiben alle hier und werden hier schlafen und essen. […] Am Ende waren das alles nur Leute von draußen; Arbeitslose, Enthusiasten und Anfänger. […] Ich selber habe inszeniert, und als eine Woche vor der Premiere noch immer ein Darsteller fehlte, hab ich selber mitgespielt (lacht).“
1989 verlegte Zieger seinen Wohnsitz nach Montpellier, wo er 1995 seinen Roman Der Kasten beendete. Michael Eberth schrieb in einer Laudatio auf Ulrich Zieger: „Wo wäre in diesem Land in letzter Zeit ein Stück Prosa zu lesen gewesen, das beim Beschreiben unserer Welt vergleichbare magische Kräfte entfaltet?“ Die Zeitung Die Welt schrieb über den Kasten und Ziegers Erzählung Der zweifelhafte Ruhm dreier Dichter: „Beide Bücher gehören zum Besten der deutschen Gegenwartsliteratur.“
Dem Roman Der Kasten ist auch das Prosastück Schwarzland entnommen, aus dem Zieger zusammen mit dem Musiker Bert Wrede ein Hörspiel entwickelte. Auch für das Hörspiel Die Hügel vor den Städten arbeiteten die beiden zusammen.
1997 nahm Zieger am Ingeborg-Bachmann-Wettbewerb in Klagenfurt teil.
Seit Ende der 1990er Jahre beauftragten ihn zahlreiche deutsche Bühnen mit dem Verfassen von Theaterstücken, darunter das Thalia Theater Hamburg, die Schaubühne am Lehniner Platz und das Theaterhaus Jena.
In den 2000er Jahren veröffentlichte Zieger vor allem Lyrik. Der Gedichtband L’Atelier / Die Werkstatt erschien 2010 im französischen Verlag Èditions Grèges in deutscher und französischer Sprache. Aufwartungen im Gehäus wurde im Jahr darauf von dem deutsch-schwedischen Verlag Edition Rugerup herausgebracht. Daneben war Ulrich Zieger zusätzlich zu seiner literarischen Produktion als Übersetzer aus dem Französischen tätig. Er übertrug unter anderem Werke von Jean Genet und Boualem Sansal ins Deutsche.
Im Februar 2015 erschien im S. Fischer Verlag Ulrich Ziegers erster Roman seit 20 Jahren: Durchzug eines Regenbandes.
Ulrich Zieger starb im Juli 2015 im Alter von 53 Jahren im französischen Montpellier, seinem langjährigen Wohnsitz. Sein Nachlass befindet sich im Literaturarchiv der Akademie der Künste.

## Werkübersicht

### Theaterstücke
- Die Sonne ist blau, Uraufführung Freie Kammerspiele Magdeburg, 1998
- Die Verlagerung der Steppe, Uraufführung Theater 89 Berlin, 1996
- Das zwischen den Schläfen ... den Augen, Uraufführung Mecklenburgisches Staatstheater Schwerin, 1996
- Über die Mandelbrotmenge, Uraufführung Schillertheater Berlin 1993
- Die Scheinbarkeit und die Irrnis, Uraufführung Schauspiel Hannover, 1999
- Die Knochen (Die Geschichte der Lala S.), 2000
- Die Erzählung der ganzen Geschichte, Auftragsstück für das Thalia Theater Hamburg, Uraufführung Theater Bielefeld 2002
- SKETCH oder Die Weltanschauung, Auftragsstück für das Theater Bielefeld, Uraufführung Theater Bielefeld 2003
- Ehe die Menschen noch einmal ans Meer gingen, Auftragsprojekt für die Schaubühne am Lehniner Platz Berlin 1996/2002
- Rückkehr (Woswraschenje), Uraufführung Thalia Theater Hamburg, 2004
- Der Bürgermeister, Uraufführung Theater Bielefeld, 2006
- Was an diesem Abend wirklich mit Betty Boop geschah, 2006
- Beispiel, 2008

### Lyrik
- Neunzehnhundertfünfundsechzig. Druckhaus Galrev, Berlin 1990, ISBN 3-910161-13-8.
- Große beruhigte Körper. Druckhaus Galrev, Berlin 1992, ISBN 3-910161-23-5.
- Vier Hefte. Druckhaus Galrev, Berlin 1999, ISBN 3-933149-19-3.
- L’Atelier / Die Werkstatt. Èditions Grèges 2010.
- Aufwartungen im Gehäus. Edition Rugerup, Berlin/Hörby 2011, ISBN 978-3-942955-05-8.

### Prosa
- Der zweifelhafte Ruhm dreier Dichter. Druckhaus Galrev, Berlin 1991, ISBN 3-910161-27-8.
- In der Finsternis. Druckhaus Galrev, Berlin 1993, ISBN 3-910161-42-1.
- Schwarzland. Druckhaus Galrev, Berlin 1994, ISBN 3-910161-44-8.
- Der Kasten. Druckhaus Galrev, Berlin 1995, ISBN 3-910161-67-7.
- Stiere. Druckhaus Galrev, Berlin, ISBN 3-910161-84-7.
- Willkommen und Abschied. Basis-Druck, Berlin 2001, ISBN 3-86163-111-3.
- Durchzug eines Regenbandes S. Fischer, Frankfurt am Main 2015, ISBN 978-3-10-002267-7.

### Hörspiele
- Die Hügel vor den Städten. Produktion: DS Kultur und Buschfunk Berlin, 1994
- Schwarzland. Produktion: Druckhaus Galrev, 1995
- Über den Fortgang des Matriarchats. Produktion: Bayerischer Rundfunk, 2000

### Übersetzungen
- Olivier Py: Theater. Merlin Verlag, Gifkendorf 2004.
- Jean Genet: Ein verliebter Gefangener. Merlin Verlag, Gifkendorf 2006, ISBN 3-87536-253-5.
- Boualem Sansal: Postlagernd: Algier. Zorniger und hoffnungsvoller Brief an meine Landsleute Merlin Verlag, Gifkendorf 2008, ISBN 978-3-87536-267-1.
- Boualem Sansal: Das Dorf des Deutschen. Merlin Verlag, Gifkendorf 2009, ISBN 978-3-87536-281-7.

## Auszeichnungen (Auswahl)
- 1991: Nicolas-Born-Preis für Lyrik
- 1993: Brandenburgischer Literaturpreis (Förderpreis)
- 1997: Jakob-Michael-Reinhold-Lenz-Preis für Dramatik der Stadt Jena (Förderpreis)
- 2000: Dr. Manfred Jahrmarkt-Ehrengabe der Deutschen Schillerstiftung